# Le Procès contre Mandela et les autres
Pour plus de détails, voir Fiche technique et Distribution.
Le Procès contre Mandela et les autres est un film français réalisé par Nicolas Champeaux, Gilles Porte, sorti en 2018.

## Synopsis
Le procès de Rivonia, pendant la lutte contre l'Apartheid, raconté à partir des archives sonores illustrées par Oerd.

## Fiche technique
- Titre : Le Procès contre Mandela et les autres
- Titre international : The State Against Mandela and the Others
- Réalisation : Nicolas Champeaux, Gilles Porte
- Dessins et animation: Oerd
- Montage : Alexandra Strauss
- Production : Raphaëlle Delauche, Julie Gayet, William Jéhannin et Nadia Turincev
- Société de production : Rouge International et UFO Production
- Pays :  France
- Genre : Documentaire
- Durée : 105 minutes
- Date de sortie : 
  - France : 17 octobre 2018

## Distinctions
Le film a été nommé au César du meilleur film documentaire en 2019.